# سیمئون الکساندروف
سیمئون الکساندروف (بلغاری: Симеон Славейков Александров؛ زادهٔ ۲۴ سپتامبر ۲۰۰۳) بازیکن فوتبال است.
وی همچنین در تیم‌ ملی فوتبال  زیر ۲۱ سال بلغارستان بازی کرده است.